# Павловка (Гуляйпольский район)
Павловка (укр. Павлівка) — село,
Успеновский сельский совет,
Гуляйпольский район,
Запорожская область,
Украина.
Код КОАТУУ — 2321887505. Население по переписи 2001 года составляло 84 человека.

## Географическое положение
Село Павловка находится на правом берегу реки Янчур,
выше по течению на расстоянии в 1,5 км расположено село Нововасилевское,
ниже по течению на расстоянии в 1,5 км расположено село Привольное,
на противоположном берегу — село Успеновка.